# RIZIN.10
RIZIN.10（ライジン・テン）は、日本の総合格闘技団体「RIZIN」の大会の一つ。
2018年5月6日に福岡県福岡市マリンメッセ福岡で開催された。

## 概要
2018年最初の大会で、メインイベントでは堀口恭司と元UFCの上位ランカー、イアン・マッコールの対戦が組まれ、堀口が左のカウンターフックでマッコールをわずか9秒で降す衝撃のKO勝ちを収めた。
フジテレビでは大会当日の19時57分から2時間枠（『ニチファミ!』枠）で地上波中継された。

## 対戦カード
第1試合 キックルール 63.0契約ワンマッチ 3分3R
△  北井智大 vs.  ダルビッシュ黒木 △
3R終了 判定1-1（ドロー）
第2試合 女子MMAルール 53.0kg契約ワンマッチ 5分3R
○  村田夏南子 vs.  ランチャーナ・グリーン ×
1R 4:54 フロントチョーク
第3試合 MMA特別ルール 120.0kg契約ワンマッチ（肘あり）5分3R
○  ジャルジーニョ・ホーゼンストライク vs.  アンドレイ・コヴァレフ ×
3R終了 判定2-1
第4試合 MMA特別ルール 120㎏契約ワンマッチ（肘あり）5分3R
○  アンテ・デリア vs.  リカルド・プラセル ×
3R終了 判定3-0
第5試合 女子MMAルール 49.0kg契約ワンマッチ（肘あり）5分3R
○  浜崎朱加 vs.  アリーシャ・ガルシア ×
3R終了 判定3-0
第6試合 MMA特別ルール 59.0kg契約ワンマッチ 5分3R
×  マネル・ケイプ vs.  朝倉海 ○
3R終了 判定1-2
第7試合 キックルール 51.5kg契約ワンマッチ 3分3R
○  石井一成 vs.  栄井大進 ×
3R終了 判定3-0
第8試合 MMA特別ルール 70.0kg契約ワンマッチ（肘あり） 5分3R
○  ダロン・クルックシャンク vs.  松本光史 ×
1R 3:52 KO（左ハイキック）
第9試合 ; MMA特別ルール 70.0kg契約ワンマッチ 5分3R
×  ディエゴ・ヌエス vs.  矢地祐介 ○
3R終了 判定1-2
第10試合 女子MMAルール 49.0kg契約ワンマッチ（肘あり） 5分3R
○  浅倉カンナ vs.  メリッサ・カラジャニス ×
3R終了 判定3-0
第11試合 キックルール 58.0kg契約ワンマッチ 3分3R
×  中村優作 vs.  那須川天心 ○
2R 1:42 TKO（3ノックダウン）
第12試合 MMA特別ルール 61.0kg契約ワンマッチ 5分3R
○  堀口恭司 vs.  イアン・マッコール ×
1R 0:09 KO（左フック）